# こころの旅路 〜熊野古道伊勢路を行く〜
『こころの旅路 〜熊野古道伊勢路を行く〜』（こころのたびじ〜くまのこどういせじをいく〜）は、2024年から三重テレビが制作し独立局を中心に放送されたドキュメンタリー・紀行番組番組である。

## 概要
2024年に熊野古道が世界遺産認定20周年を迎えるにあたって熊野古道を出演者が歩き歴史を掘り下げる番組である。放送回数は全10回。2013年度より放送されている三重テレビの年度ドキュメンタリー番組シリーズ12作目。

## 各話リスト
| 回 | タイトル                 |
| -- | ------------------------ |
| 1  | 一生に一度はお伊勢さん   |
| 2  | 庶民の道・伊勢路と瀧原宮 |
| 3  | 紀伊国の玄関口           |
| 4  | 古道と生きる             |
| 5  | 伊勢路の人気ルート馬越峠 |
| 6  | 西国一の難所 八鬼山越え  |
| 7  | 黒潮が生んだロマン       |
| 8  | 神々が降り立った地熊野   |
| 9  | 浜街道                   |
| 10 | 熊野からさらなる聖地へ   |

## 出演者
第1回
- 三石学（熊野旅の文化企画代表）【第2回、第4回、第7回、第8回にも出演】
- 奥村清司（多気の語り部会会長）【第2回にも出演】
- 辻村修一（三重県度会郡玉城町長）
- 奥村奈央（三重テレビアナウンサー）【第5回、第6回、第7回、第8回、第9回、第10回 にも出演】

第2回
- 元坂彰太（元坂酒造杜氏）
- 岡島條二（旅館岡島屋）
- 前納俊郎（三瀬の渡し保存会会長）

第3回
- 大田秀穂（大蓮寺住職）
- 小野葵（大内山酪農農業協同組合 (@ouchiyama_milk_official) - Instagram）
- 金子修（熊野古道語り部の会保存会会長）
- 植田芳男（古道魚町歩観会【第4回にも出演】

第4回
- 東良彦（道の駅紀伊長島マンボウ）
- 西村功（熊野古道語り部の会）
- 野田敦美（尾鷲古文書の会会長）
- 家崎彰（海山郷土資料館）
- 田上至（キャンプinn海山

第5回
- 川口有三 （熊野古道k語り部の会顧問）
- 川端 守（元三重県立熊野古道センター長）
- 中野健司（魚処 豆狸）
- 加藤 守朗（尾鷲神社宮司）

第6回
- 宮本秀男（三重県立熊野古道センター長）
- 山脇弘蒔（熊野古道語り部の会）
- 庄司剛士
- 瀬古効史（ぬし熊 (@nushikuma) - Instagram4代目）

第7回
- 平山泉（みきさといーぐみ）

第8回
- 向井浩高（向井ふとん店店主）

第9回
- 福田美紀（東紀州振興公社）
- 山本修（道の駅パーク七里御浜）

第10回
- ティム・デットマー（熊野古道ガイドの会）
- 九鬼家隆（熊野本宮大社宮司）

## ネット局
| 放送対象地域 | 放送局                               | 系列           | 放送日時 |
| ------------ | ------------------------------------ | -------------- | --- |
| 三重県       | 三重テレビ放送（MTV）〈制作局〉      | JAITS          | - 第1回：2024年4月27日 21:00 - 21:55 - 第2回：2024年5月25日 21:00 - 21:55 - 第3回：2024年6月22日 21:00 - 21:55 - 第4回：2024年7月27日 21:00 - 21:55 - 第5回：2024年8月24日 21:00 - 21:55 - 第6回：2024年9月28日 21:00 - 21:55 - 第7回：2024年10月26日 21:00 - 21:55 - 第8回：2024年11月23日 21:00 - 21:55 - 第9回：2024年12月28日 21:00 - 21:55 - 第10回：2025年1月25日 21:00 - 21:55                 |
| 栃木県       | とちぎテレビ（GYT）                  | JAITS          | - 第1回：2024年5月19日 19:00 - 19:55 - 第2回：2024年6月22日 18:00 - 18:55 - 第3回：2024年8月10日 18:00 - 18:55 - 第4回：2024年8月24日 18:00 - 18:55 - 第5回：2024年9月22日 19:00 - 19:55 - 第6回：2024年11月2日 18:00 - 18:55 - 第7回：2024年12月30日 17:55 - 18:40 - 第8回：2025年1月26日 19:00 - 19:55 - 第9回：2025年2月23日 19:00 - 19:55 - 第10回：2025年3月15日 19:00 - 19:55                   |
| 群馬県       | 群馬テレビ（GTV）                    | JAITS          | - 第1回：2024年5月19日 20:00 - 20:55 - 第2回：2024年6月16日 20:00 - 20:55 - 第3回：2024年7月28日 20:00 - 20:55 - 第4回：2024年8月18日 20:00 - 20:55 - 第5回：2024年10月6日 20:00 - 20:55 - 第6回：2024年10月20日 20:00 - 20:55 - 第7回：2024年11月17日 20:00 - 20:55 - 第8回：2024年12月22日 20:00 - 20:55 - 第9回：2025年1月19日 20:00 - 20:55 - 第10回：2025年2月23日 20:00 - 20:55                 |
| 千葉県       | 千葉テレビ放送（CTC）                | JAITS          | - 第1回：2024年5月4日 19:00 - 19:55 - 第2回：2024年6月8日 19:00 - 19:55 - 第3回：2024年7月14日 18:05 - 19:00 - 第4回：2024年8月17日 19:00 - 19:55 - 第5回：2024年9月30日 20:00 - 20:55 - 第6回：2024年10月15日 20:00 - 20:55 - 第7回：2024年11月24日 14:00 - 14:55 - 第8回：2024年12月22日 14:00 - 14:55 - 第9回：2025年2月8日 19:00 - 19:55 - 第10回：2025年3月15日 19:00 - 19:55                    |
| 東京都       | 東京メトロポリタンテレビジョン（MX） | JAITS          | - 第1回：2024年10月5日 11:30 - 12:25 - 第2回：2024年10月10日 1:00 - 1:55 - 第3回：2024年10月12日 11:30 - 12:25 - 第4回：2024年10月19日 11:30 - 12:25 - 第5回：2024年12月21日 15:05 - 16:00 - 第6回：2024年12月22日 15:05 - 16:00 - 第7回：2024年12月28日 15:05 - 16:00 - 第8回：2024年12月31日 7:00 - 7:55 - 第9回：2025年3月1日 20:00 - 20:55 - 第10回：2025年3月8日 20:00 - 20:55                   |
| 埼玉県       | テレビ埼玉（TVS）                    | JAITS          | - 第1回：2024年6月9日 19:00 - 19:55 - 第2回：2024年8月3日 19:00 - 19:55 - 第3回：2024年9月15日 19:00 - 19:55 - 第4回：2024年10月6日 20:00 - 20:55 - 第5回：2024年11月24日 20:00 - 20:55 - 第6回：2024年12月15日 19:00 - 19:55 - 第7回：2025年1月2日 18:10 - 19:05 - 第8回：2025年2月9日 20:00 - 20:55 - 第9回：2025年3月16日 19:30 - 20:25 - 第10回：2025年4月6日 19:00 - 19：55                      |
| 神奈川県     | テレビ神奈川（TVK）                  | JAITS          | - 第1回：2025年1月8日 19:00 - 19:55 - 第2回：2025年1月15日 19:00 - 19:55 - 第3回：2025年1月22日 19:00 - 19:55 - 第4回：2025年1月29日 19:00 - 19:55 - 第5回：2025年2月5日 19:00 - 19:55 - 第6回：2025年2月12日 19:00 - 19:55 - 第7回：2025年2月19日 19:00 - 19:55 - 第8回：2025年2月26日 19:00 - 19:55 - 第9回：2025年3月5日 19:00 - 19:55 - 第10回：2025年3月12日 19:00 - 19:55                       |
| 京都府       | 京都放送（KBS）                      | JAITS          | - 第1回：2024年5月14日 20:00 - 20:55 - 第2回：2024年6月11日 20:00 - 20:55 - 第3回：2024年7月9日 20:00 - 20:55 - 第4回：2024年8月13日 20:00 - 20:55 - 第5回：2024年9月10日 20:00 - 20:55 - 第6回：2024年10月8日 20:00 - 20:55 - 第7回：2024年11月12日 20:00 - 20:55 - 第8回：2024年12月10日 20:00 - 20:55 - 第9回：2025年1月14日 20:00 - 20:55 - 第10回：2025年2月11日 20:00 - 20:55                   |
| 兵庫県       | サンテレビジョン（SUN）              | JAITS          | - 第1回：2024年5月19日 12:30 - 13:25 - 第2回：2024年6月16日 12:30 - 13:25 - 第3回：2024年7月7日 12:30 - 13:25 - 第4回：2024年8月25日 12:30 - 13:25 - 第5回：2024年9月22日 12:30 - 13:25 - 第6回：2024年11月24日 21:00 - 21:55 - 第7回：2024年12月8日 21:00 - 21:55 - 第8回：2025年1月12日 21:00 - 21:55 - 第9回：2025年2月9日 21:00 - 21:55 - 第10回：2025年3月9日 21:00 - 21:55                      |
| 岩手県       | 岩手めんこいテレビ（mit）            | フジテレビ系列 | - 第1回：2024年12月30日 5:00 - 5:55 - 第2回：2024年12月31日 5:00 - 5:55 - 第3回：2025年1月20日 13:50 - 14:45 - 第4回：2025年2月5日 13:50 - 14:45 - 第5回：2025年2月20日 13:50 - 14:45 - 第6回：2025年4月17日 13:50 - 14:45 - 第7回：2025年5月2日 13:50 - 14:45 - 第8回：2025年5月21日 13:50 - 14:45【予定】 - 第9回：2025年6月6日 13:50 - 14:45【予定】 - 第10回：2025年6月26日 13:50 - 14:45【予定】 |

## スタッフ
- 制作著作：三重テレビ放送